# Ceyhun Demirtaş
Ceyhun Demirtaş (* 1934 in Adana, Türkei; † 28. Juli 2009 in Istanbul) war ein türkischer Soziologe und Schriftsteller.
Die Grund- und Mittelschule absolvierte er in Adana. 1959 beendete er sein Architekturstudium an der Staatlichen Akademie der schönen Künste in Istanbul (İstanbul Devlet Güzel Sanatlar Akademisi). Danach arbeitete er in Adana in der Behörde. Er war Herausgeber der Zeitung Politika.
Seine ersten Geschichten erschienen 1955 in der Zeitschrift Yeni Ufuklar. Er schrieb dann eine Reihe von Büchern über Psychologie und Soziologie.
Sein Sohn Ozan Ceyhun ist ein ehemaliger Europaabgeordneter der SPD.

## Auszeichnungen
- 1973: Sait-Faik-Literaturpreis

## Bücher
- Apartman (1981), (Apartment)
- Cadı Fırtınası (1991), (Hexensturm)
- Yağmur Sıcağı (1991), (Regenwärme)
- Ah Şu Biz Göçebeler (1994), (Ach wir Nomaden)
- Çamasan (1994),
- Ah Şu Biz Karabıyıklı Türkler (1995), (Ach wir schwarzschnurbärtigen Türken)
- Entellektüel'den Entel'e (1995),
- Yaşasın Aziz Nesin (1995), (Es lebe Aziz Nesin)
- Sansaryan Hanı (1996),
- Türk Edebiyatındaki Anadolu (1996), (Anatolien in der türkischen Literatur)
- Savaş ve Küçük Barış (1997), (Krieg und kleiner Frieden)
- Ayı İzi (1997), (Bärenspur)
- Babam ve Oğlum (1997), (Mein Vater und mein Sohn)
- Osmanlılarda Aydın Kavramı (1997), (Der Begriff des Aufgeklärten bei den Osmanen)
- Çünkü Ben Edebiyatçıyım Eksilmedi Bendeki Umutsuz Umut (1999),
- Ah Şu Osmanlılar Kod Adı: Ulu Hakan-2 (2000),
- Asılacak Adam Aziz Nesin (2000),
- Horozlu Ayna (2002)

| Personendaten    | Personendaten             |
| ---------------- | ------------------------- |
| NAME             | Demirtaş, Ceyhun          |
| KURZBESCHREIBUNG | türkischer Schriftsteller |
| GEBURTSDATUM     | 1934                      |
| GEBURTSORT       | Adana                     |
| STERBEDATUM      | 28. Juli 2009             |
| STERBEORT        | Türkei                    |